# Ostap Prytula
Ostap Ihorovyč Prytula (in ucraino Остап Ігорович Притула?; Leopoli, 24 giugno 2000) è un calciatore ucraino, centrocampista del Ruch L'viv.

## Caratteristiche tecniche
È un trequartista.

## Carriera

### Club
Cresciuto nel settore giovanile del Karpaty, debutta in prima squadra il 23 febbraio 2020 in occasione dell'incontro di Prem"jer-liha pareggiato 1-1 contro il Dnipro-1. Al termine della stagione il club fallisce ripartendo dalla terza serie ucraina e Prytula si trasferisce al neopromosso Ruch L'viv.

### Nazionale
Nel 2016 ha giocato 2 partite con la nazionale ucraina Under-16.

## Statistiche

### Presenze e reti nei club
Statistiche aggiornate al 20 settembre 2021.
| Stagione        | Squadra         | Campionato      | Campionato | Campionato | Coppe nazionali | Coppe nazionali | Coppe nazionali | Coppe continentali | Coppe continentali | Coppe continentali | Altre coppe | Altre coppe | Altre coppe | Totale | Totale |
| Stagione        | Squadra         | Comp            | Pres       | Reti       | Comp            | Pres            | Reti            | Comp               | Pres               | Reti               | Comp        | Pres        | Reti        | Pres   | Reti   |
| --------------- | --------------- | --------------- | ---------- | ---------- | --------------- | --------------- | --------------- | ------------------ | ------------------ | ------------------ | ----------- | ----------- | ----------- | ------ | ------ |
| 2019-2020       | Karpaty         | PL              | 6          | 0          | CU              | 0               | 0               |                    | -                  | -                  |             | -           | -           | 6      | 0      |
| 2020-2021       | Karpaty         | 2L              | 1          | 0          | CU              | 0               | 0               |                    | -                  | -                  |             | -           | -           | 1      | 0      |
| 2020-2021       | Ruch L'viv      | PL              | 16         | 2          | CU              | 0               | 0               |                    | -                  | -                  |             | -           | -           | 16     | 2      |
| 2021-2022       | Ruch L'viv      | PL              | 5          | 0          | CU              | 0               | 0               |                    | -                  | -                  |             | -           | -           | 5      | 0      |
| Totale carriera | Totale carriera | Totale carriera | 28         | 2          |                 | 0               | 0               |                    | -                  | -                  |             | -           | -           | 28     | 2      |